# Lampethusa nicholi
Lampethusa nicholi är en insektsart som beskrevs av Knight 1933. Lampethusa nicholi ingår i släktet Lampethusa och familjen ängsskinnbaggar. Inga underarter finns listade i Catalogue of Life.